# Joanna Bourke
Joanna Bourke (Blenheim, Nova Zelanda, 1963) és catedràtica d'Història del Birkbeck College, a la Universitat de Londres. Bourke, que es descriu a si mateixa com una «socialista feminista», ha tractat un ampli ventall de temes a les seves investigacions: la història de la classe obrera i el treball de les dones; les experiències dels homes i les dones durant la guerra; la història de les emocions, especialment de la por i l'odi, i la història de la violència sexual. Actualment, dirigeix una investigació sobre el dolor corporal al llarg dels darrers dos segles. Entre els seus llibres, estan traduïts La Segona Guerra Mundial: una història de les víctimes (Empúries, 2003; Paidós, 2002), Sed de sangre: historia íntima del combate cuerpo a cuerpo en las guerras del siglo XX  (Crítica, 2008) i Los violadores: historia del estupro de 1860 a nuestros días (Crítica, 2009). Ha publicat també What it means to be human. Reflections from 1791 to the Present (Virago, 2011). El seu darrer llibre és Birkbeck: 200 Years of Radical Learning for Working People (Oxford University Press, 2022).